# Kiosksystem

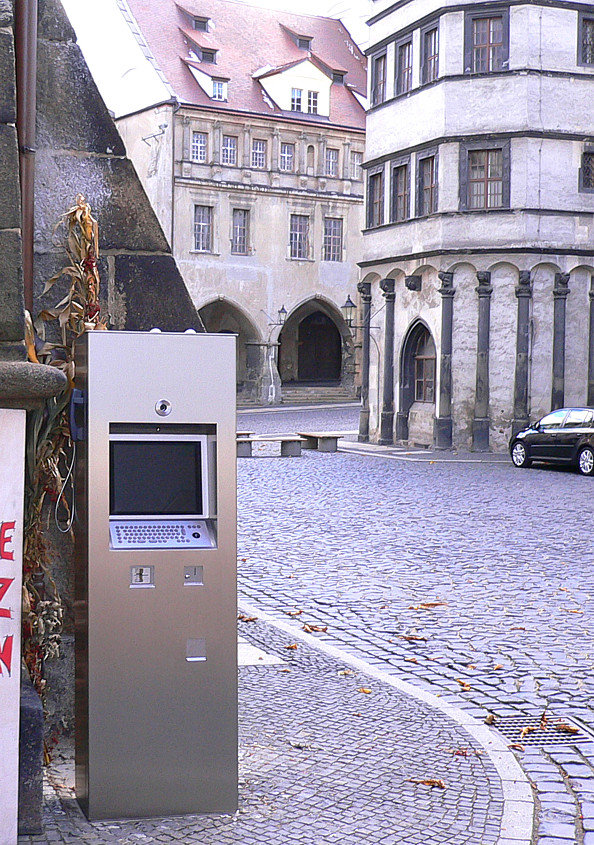
Outdoor-Terminal

Indoor-Terminal mit 19"-Touchscreen

Kiosk-Terminal mit integriertem Drucker zur Selbstinformation im Schweizer Einzelhandel

Kiosksysteme sind interaktive Computeranlagen, die im öffentlichen Raum oder an halböffentlichen Standorten, etwa in Ladenzonen, genutzt werden. Im Gegensatz zu mobilen Computergeräten bekommen sie einen Standort fest zugeteilt. Sie stellen den Nutzern Informationen zur Verfügung. Manche bieten daneben auch die Möglichkeit zur Geschäftsanbahnung oder zum Geschäftsabschluss. Kiosksysteme sind Selbstbedienungsterminals. Durch ihren Einsatz kann Personal eingespart werden.
Von den Kiosksystemen zu unterscheiden sind Computeranlagen, die ebenfalls in der Öffentlichkeit genutzt werden und einen Zugang zu der thematisch unbegrenzten Welt des Internets bieten. Diese werden als Internet-Terminals oder als Surf- oder MultimediaStationen bezeichnet.

## Einsatzbereiche
Kiosksysteme bieten meistens nur Zugriff auf jene Anwendungsprogramme, mit denen der Aufsteller/Inhaber Informationen verbreiten will. Sie bieten Informationen über Zeitschriften, Zeitungen, Unternehmen, Fahrpläne oder historische Gebäude. Man findet sie in der normalen Öffentlichkeit oder in geschlossener, aber anonymer Öffentlichkeit, z. B. auf Messen.
Die ersten Kiosksysteme wurden als POI-Systeme (POI: Point of Interest oder Point of Information) oder POS-Systeme (POS: Point of Sale oder Point of Service) bezeichnet. Sie stellten dem Nutzer auf Flughäfen oder Bahnhöfen Informationen bereit, verkauften Fahr- oder Eintrittskarten und boten dem Nutzer einen hohen Grad an Selbstbedienung.
Wenn man den Kiosksystem-Begriff weit fasst, können auch Geldautomaten zu den Kiosksystemen gezählt werden.

## Nutzergruppen
Die Nutzung der Systeme kann anonym, d. h. ohne persönliche Identifikation, erfolgen. Manche Systeme sehen allerdings die Eingabe einer Kennung vor (Benutzerkennung, Passwort, Personalnummer, Kundennummer u. a.) und sind dann imstande, ein personalisiertes Informationsangebot zu bieten.
Es gibt unzählige Anwendungen für geschlossene Benutzer-Gruppen (CUG – Closed User Groups) auf dem Markt, etwa zur Personalzeiterfassung als Stempeluhr.
Datenausgabe über Kiosksysteme gibt es in Firmenbereichen, die üblicherweise über keine Computerarbeitsplätze verfügen, insbesondere in Werkhallen und unter freiem Himmel. Weiter gibt es sie auch in Bereichen, die nur von Personen mit besonderer Berechtigung betreten werden können, also in Bereichen, in denen die Identifizierung über Clubausweise, Mitgliederausweise, Kundenkarten oder dergleichen erfolgt.

## Einschränkung der Nutzungsbreite
Die Nutzungskonzepte von Kiosksystemen sehen eingeschränkte Benutzeroberflächen vor. Es gibt nur Zugriff auf die unbedingt erforderlichen Programme. Wenn Webbrowser zum Einsatz kommen, werden diese so konfiguriert, dass es eine eingeschränkte Nutzungsbreite gibt. Man erreicht mit diesen Maßnahmen eine erhöhte Betriebssicherheit und -stabilität im Dauerbetrieb.
Bei einem einfachen Kiosksystem bietet das Hypertext-System nur eine geringe Zahl an Verzweigungsmöglichkeiten und einen begrenzten Umfang an aufrufbaren Seiten. Es handelt sich um ein in der hierarchischen Tiefe und Komplexität reduziertes System.

## Bedienkonzepte
Das Bedienkonzept eines Kiosksystems kann die Verwendung im Stehen oder Sitzen vorsehen. Was jeweils angebracht ist, ergibt sich aus der anvisierten Zielgruppe und der optimalen Verweildauer. Für Informationssysteme im Gemeindewesen ist Barrierefreiheit vorgesehen. Sie müssen also für Personen im Rollstuhl in gleicher Weise nutzbar sein, wie für Personen ohne Einschränkungen.
Kiosksysteme stehen den Nutzern häufig rund um die Uhr zur Verfügung. Unter solchen Umständen lässt sich nicht präzise vorhersagen, welche Nutzergruppen sich einstellen werden und welchen Kenntnisstand in der Anwendung von Computerarbeitsmitteln sie mitbringen. Kioskterminals sollten daher über eine einfach zugängliche, intuitiv erfassbare und leicht bedienbare Benutzeroberfläche verfügen.
Während sich die Nutzer ein leicht verständliches Bedienkonzept wünschen, kann es auf der anderen Seite aber Geräte-, Standort- und Inhaltsanbieter geben, die sich von einem schlechten Bedienkonzept eine längere Verweildauer am Gerät und damit einen erhöhten Werbenutzen versprechen.

## Gründe für den Einsatz
Einer der größten Vorteile der Kiosksysteme gegenüber anderen Informationsangeboten liegt darin, dass der Dienstleister kein Personal am Ort haben muss und dass die Systeme auch abseits von den üblichen Arbeitszeiten genutzt werden können. Außerdem müssen Produkte, die vorgestellt werden sollen, nicht physisch anwesend sein.
Mit Kiosksystemen lassen sich neuartige Konzepte für die Informationsvermittlung realisieren. Ein Beispiel sind Systeme in den Verkaufszonen von Einzelhandelsgeschäften. Sie bieten dem Kunden die Möglichkeit, sich selbständig über die zum Verkauf angebotenen Produkte zu informieren. Der Ablauf kann dabei so aussehen: Der Kunde trägt das Produkt, für das er sich interessiert, zum Kiosksystem; dort wird über einen Scanner die EAN-Nummer eingelesen. Es können dann alle Informationen angezeigt werden, für die auf dem Klebeetikett der Platz nicht gereicht hat. Trägt der Kunde beispielsweise eine Flasche Wein zum Kiosksystem, kann das System die optimale Genussreife und Lagerfähigkeit angeben, dazu die ideale Trinktemperatur, und es kann auch die Frage beantwortet werden, zu welchen Speisen der Wein passt.
Informationen können an Orten angeboten werden, an denen der Anbieter im Regelfall über keine örtliche Präsenz verfügt, sogenannten Drittstandorten. Beispielsweise kann ein Konzertveranstalter in einer Verkaufsstelle für Eintrittskarten ein Gerät aufstellen, mit dem sich Konzerttermine abfragen lassen. Bei so einer Kooperation profitiert die Verkaufsstelle, weil für die Kunden zusätzliche Gründe entstehen, ihre Örtlichkeiten aufzusuchen, und der Konzertveranstalter profitiert, weil er mit seinem Informationsangebot an ein interessiertes Publikum gerät.
Inzwischen werden Kiosksysteme jedoch nicht mehr nur für Informationszwecke eingesetzt, sondern auch um einen stets präsenten und offenen Feedbackkanal im Prozess des Beschwerdemanagements zur Verfügung zu stellen. Das Feedback kann dann dank des Kiosksystems direkt digital ausgewertet werden. Im Einsatz sind Kiosksysteme mit einer solchen Feedbackfunktion vor allem in der Gastronomie und Hotellerie.
Es gibt Kiosksysteme, die sich durch Werbung finanzieren lassen. Je besser es bei diesen Systemen gelingt, werbewirksame Wiedererkennungseffekte zu schaffen, umso mehr Geld steht zur Verfügung, um mit aufwendigen und kostspieligen Funktionen den Nutzeffekt für die Kunden zu erhöhen.

## Gesellschaftliche Akzeptanz
Aufgrund von kulturellen Unterschieden sieht die gesellschaftliche Akzeptanz von Kiosksystemen in den verschiedenen Ländern unterschiedlich aus. Die Verbreitung und Akzeptanz ist in den angelsächsischen Ländern sehr viel weiter fortgeschritten als in den deutschsprachigen Ländern. In öffentlichen Bibliotheken stehen Kiosksysteme nicht nur zur selbsttätigen Suche und zur Ausleihe und Rückgabe zur Verfügung, sondern zählen mit kostenlosem oder auch kostenpflichtigem unbeschränkten Internetzugang zum etablierten Bild. In den deutschsprachigen Ländern befindet sich die Verbreitung von Kiosksystemen dagegen noch im Anfangsstadium.